# Die Unsichtbare (Hörspiel)
Die Unsichtbare ist ein Kriminalhörspiel aus der Reihe des Radio-Tatorts. Die Textvorlage stammt von John von Düffel, der hier zum zweiten Mal für Radio Bremen das Skript um das Bremer Ermittlerduo Hauptkommissarin Claudia Evernich und ihrem Assistenten Claas Berding sowie dem sie begleitenden Staatsanwalt Dr. Kurt Gröninger lieferte. Die Unsichtbare wurde zum ersten Mal am 16. Mai 2009 ausgestrahlt. Neben den Hauptdarstellern traten mit Friedhelm Ptok, Klaus Herm, Peter Kurth und Franziska Troegner weitere namhafter Sprecher auf.
Der vorliegende 17. Fall der Gesamtreihe und zweite Fall des Bremer Tatorts verbindet mit dem Bremer Festereignis Freimarkt den brutalen Doppelmord an zwei ostmitteleuropäischen Gebrauchtwagenhändlern indirekt mit einer Mordserie an Ausländern. Dabei basiert die Grundidee der am Tatort gefundenen DNA des mysteriösen weiblichen „Todesengels“ auf einer wirklichen Fallreihe, die jedoch zum Zeitpunkt der Produktion noch nicht als Verunreinigung von Objektträgern, sprich Wattestäbchen, aufgeklärt worden war. Erst zwei Wochen vor der Ausstrahlung wurden die wirklichen Hintergründe im Polizistenmord von Heilbronn erkannt, woraufhin die Produktion überarbeitet wurde.

## Inhalt
In Bremen herrscht gewissermaßen Ausnahmezustand. Wenn der Karneval in Köln oder Mainz die fünfte Jahreszeit ist, so entspricht das in Bremen dem seit 1035 stattfindenden Freimarkt.
Dem aus Bremerhaven stammenden Staatsanwalt Dr. Kurt Gröninger ist der ganze Trubel ohnehin zuwider, da die Bremer Polizei fortwährend in erhöhter Alarmbereitschaft sein muss: Deutlich mehr Verkehrsverstöße, Tätlichkeiten, Taschendiebstähle und Wohnungseinbrüche als in der übrigen Zeit.
Hauptkommissarin Claudia Evernich nutzt jedoch die Zeit, um sich mit der sonst bei ihrem geschiedenen Mann lebenden Teenagertochter bei Fischbrötchen, Bratapfel und Zuckerwatte auf dem Rummel zu amüsieren. Doch bei der Heimkehr vergeht ihr das Lachen: Bei ihr ist eingebrochen worden. Die Diebe haben lediglich einen Laptop, ein paar alte Handys und mehrere Flaschen selbstgebrannten Apfelschnaps entwendet, aber Ärger und Verunsicherung wiegen schwerer als der materielle Verlust. Dennoch hat sie kaum Zeit, sich selbst um die Spurensicherung zu kümmern.
Auch den vorangegangenen Klagen eines Kleingärtners, in dessen Gartenlaube eingebrochen worden war, hatte die Bremer Polizei wenig Aufmerksamkeit geschenkt, doch nun wird dessen Leichnam gefunden. Handelt es sich um eine Gewalttat?
Schon wenig später wird die Hauptkommissarin zu einem neuen Tatort gerufen. Allem Anschein nach wurden zwei Polen mit einem Gebrauchtwagenangebot in eine Falle gelockt, entführt und schließlich brutal ermordet. Das Ergebnis der Spurensicherung birgt eine Überraschung. Die am Tatort aufgefundene DNA entspricht der einer Frau, deren genetischer Fingerabdruck bereits seit Jahren bei einer ganzen Reihe von Gewalttaten quer durch ganz Deutschland aufgefunden wurde. Welcher gewissenlose, ausländerfeindliche „Todesengel“ mag wohl dahinter stecken? Schließlich entpuppt sich das Phantom als herstellungsbedingte Verunreinigung der Objektträger.

## Hintergrund

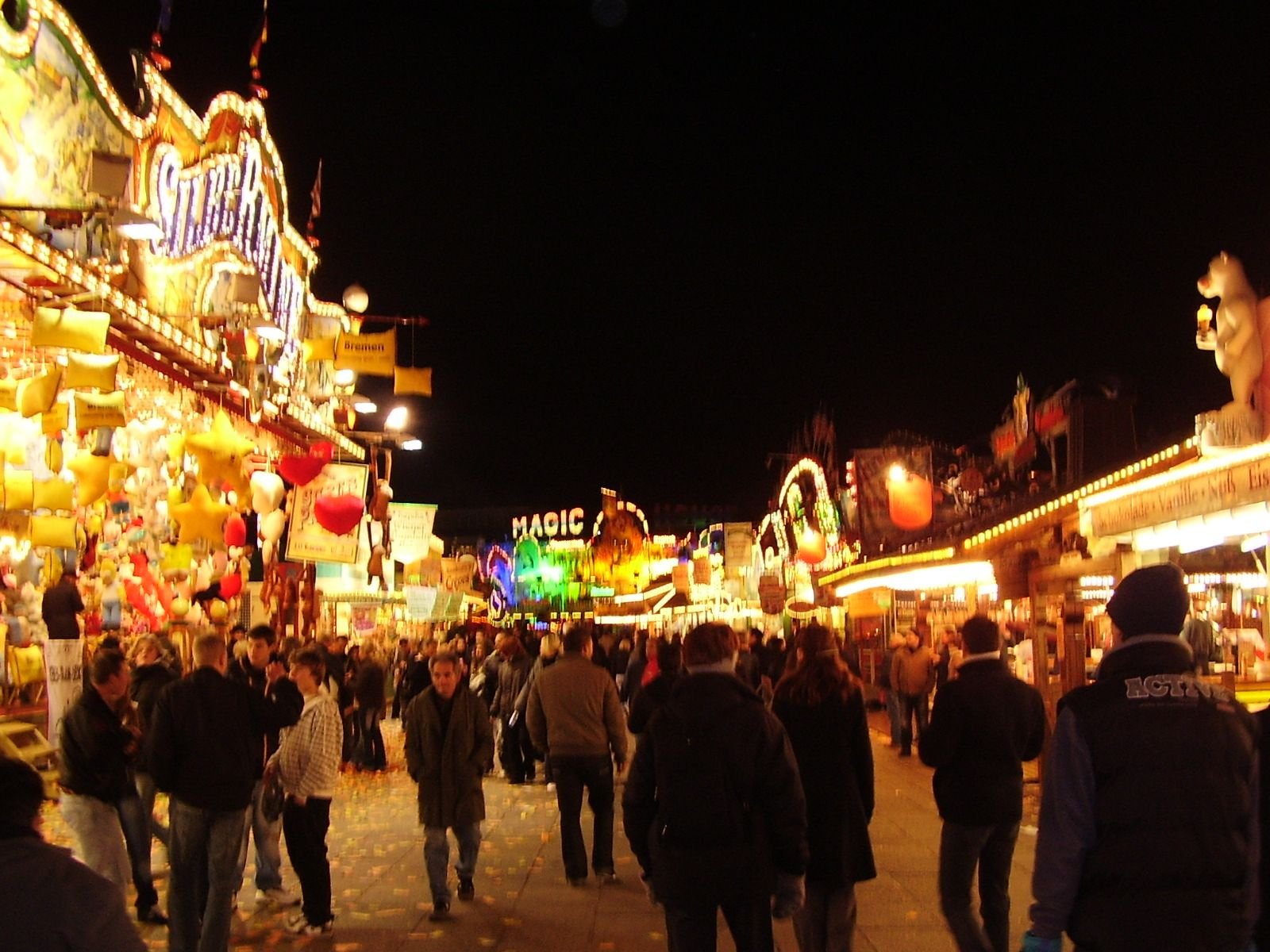
Jahrmarktstraße des Bremer Freimarkts, 2007

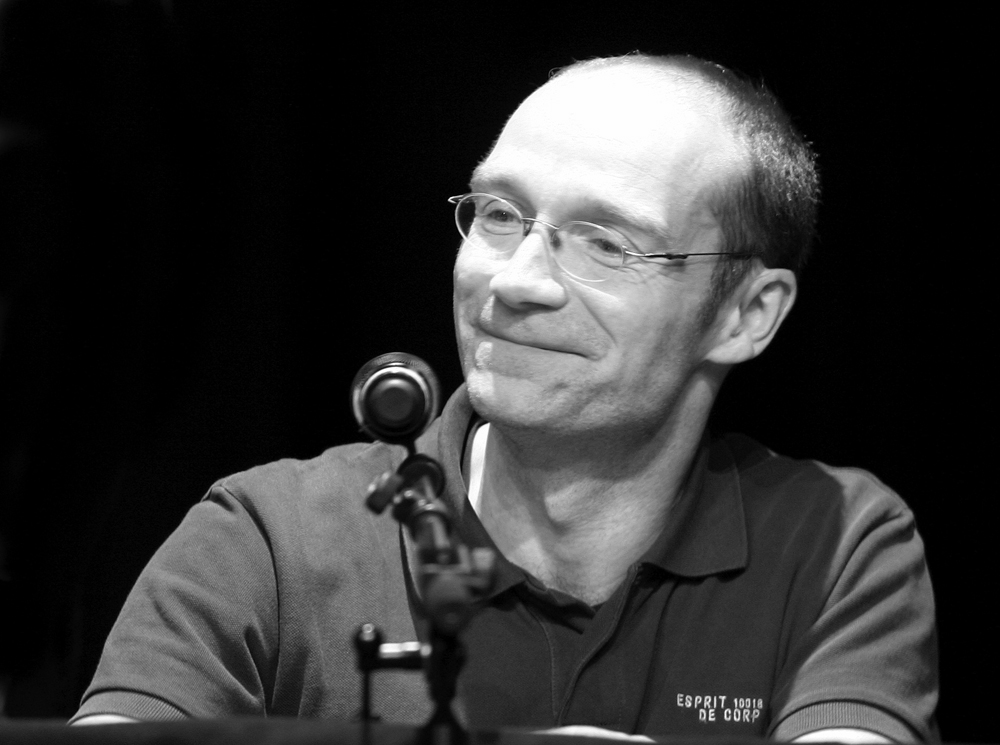
Autor John von Düffel, 2008

Thematische Grundlage des vorliegenden Radio-Tatorts bildete die zum damaligen Zeitpunkt noch nicht aufgeklärten Fälle eines oder mehrerer Serientäter an Geschäftsleuten mit Immigrationshintergrund und einer Polizistin. Dass die jeweiligen Ergebnisse durch bei der Herstellung verunreinigte Datenträger (konkret: DNA-Abstrichbestecke) verfälscht und somit als Indizien unbrauchbar waren, wusste man zum damaligen Zeitpunkt noch nicht.
Der Autor John von Düffel erklärte die Frage nach der Motivwahl, dass er durch den Rundfunk von dem Heilbronner Polizistenmord erfahren habe und dass am Tatort die DNA-Spuren einer Frau gefunden worden seien, die bereits in diverse Mordfälle involviert war. Ihr genetischer Fingerabdruck sei wie ein „Siegel des Todes“ gewesen, aber noch nie hätte sie ein Augenzeuge zu Gesicht bekommen, daher die Titelwahl für das Hörspiel. Dass kurz vor der Ausstrahlung des Radio-Tatorts die falsche Spur durch verunreinigte Wattestäbchen aufgeklärt wurde, beantwortete von Düffel folgendermaßen: „Tatsächlich schien für einen Moment nicht nur die jahrzehntelange Arbeit der Ermittler, sondern auch unser Plot in Frage gestellt: Aber bei näherem Hinsehen ist der so genannte Wattestäbchen-Skandal, dass die meistgesuchte Verbrecherin eine Frau ist, die am Fließband einer Sanitärfabrik steht, für den Radio Tatort eine überraschende Wendung, die sich in die Geschichte gut integrieren lässt. Denn „die Unsichtbare“, der Evernich und Gröninger auf der Spur sind, ist damit ja nicht gefasst, es ist nur ihre einzige Spur, die sich auf einmal in Wohlgefallen auflöst.“ Allerdings habe man noch zwei Wochen Zeit gehabt, die Episode dementsprechend zu überarbeiten.
Als sogenannte Abstrichbestecke eignen sich DNA-freie, eigens für diesen Zweck hergestellte und einzeln verpackte Wattetupfer bzw. Wattestäbchen zum Abstrich von Speichelproben. So zum Beispiel zur Bestimmung des genetischen Fingerabdrucks bei DNA-Reihenuntersuchungen. Der Einsatz von Wattestäbchen bei kriminalistischen Untersuchungen, insbesondere sensiblen Untersuchungen bei Gentests, kann nach heutigem Kenntnisstand bei herstellungsbedingten Verunreinigungen zu Fehlanalysen und damit zu Ermittlungspannen führen. Der bekannteste Fall im deutschsprachigen Raum ist das sogenannte Heilbronner Phantom.
Zu seiner schöpferischen Phantasie bei Kriminalgeschichten äußerte der Autor: „Ich selber habe keine ausgeprägte kriminalistische Phantasie – zumindest habe ich gemerkt, dass die Wirklichkeit meist spannender ist. Aber Fakten allein machen noch keinen Krimi, der lebt vom Fall und von den Figuren, die erfunden sind – und diese verschiedenen Elemente müssen sich zu einer guten Geschichte verbinden.“
Ingeborg Kallweit als Pathologin Dr. Elisabeth Michel gehört hier wie auch in Schrei der Gänse noch nicht zum festen Stamm des Ermittlerteams; sie tauchte erst in den späteren Folgen wie Wer sich umdreht oder lacht … oder Ein klarer Fall auf. Claas Berding wird hier auch noch lediglich als „Polizist“ und nicht als Kommissar wie in den späteren Episoden bezeichnet.

## Rezensionen
- „Es beginnt allerdings wenig unspektakulär – zumindest was den Genrevergleich anbelangt. Das ändert sich aber dann, als Autor John von Düffel die reale Geschichte mit der Phantomtäterin, die nicht nur den Polizistinnenmord in Heidelberg [sic!] auf dem Gewissen gehabt haben soll, sondern eine Spur von Verbrechen quer durch Europa gezogen hat, mit ins Spiel bringt. Wie man heute weiß – und auch im Hörspiel erfährt – eine peinliche Panne aufgrund verunreinigter DNA-Teststäbchen. Die Story stand allerdings schon, als noch nicht bekannt war, dass es diese Ermittlungspanne gab – zumindest deutet die ursprüngliche Inhaltsangabe dies an. Offenbar hat man dann den Plot mit einer heißen Nadel nochmal umgestrickt. Leider kommt dieses Thema und damit ein, über das normale Krimimaß hinausgehendes, Hörinteresse leider ein wenig spät in die Handlung. Ein großer geschmacklicher Kritikpunkt war ja im letzten Evernich-Fall das Ende. Man konnte es damals noch als "originell" entschuldigen. Auch in dieser Folge gelingt auch kein zufriedenstellendes Finale. Das wäre, für sich genommen, eigentlich in Ordnung. Da allerdings zwei von zwei Fällen mit einem ähnlichen Ende daherkommen, darf man da allerdings attestieren, dass man hier offenbar kein großes Interesse daran hat, die Geschichte rund zu machen. (…) Die Umsetzung überzeugt da schon eher. Eine nette, hörbare Krimiinszenierung, die mit guten schauspielerischen Leistungen und einem guten Zusammenspiel daherkommt.“[6]
- „John von Düffels Die Unsichtbare lockt mit Situationskomik und pointierten Dialogen. Unter Christiane Ohaus’ Regie bewährt sich auch im Krimi das Talent des Autors.“[7]

## Rezeption der Gesamtreihe
- „In den Medien, in denen die Hinweise auf Rundfunksendungen, wenn überhaupt noch vorhanden, nur noch mit der Lupe gefunden werden konnten, wird der Hörfunk wieder wahrgenommen. Und die Kritiken – ganz gleich wie sie ausfallen – sie sind sogar ausführlich!“[8]